# Villarrín de Campos
Villarrín de Campos – gmina w Hiszpanii, w prowincji Zamora, w Kastylii i León, o powierzchni 50,09 km². W 2011 roku gmina liczyła 510 mieszkańców.